# Hypercompe magdalenae
Hypercompe magdalenae är en fjärilsart som beskrevs av Charles Oberthür 1881. Hypercompe magdalenae ingår i släktet Hypercompe och familjen björnspinnare. Inga underarter finns listade i Catalogue of Life.